# Teorema del punto fijo de Banach
En análisis matemático el teorema del punto fijo de Banach (también llamado teorema de la aplicación contractiva) es una de las herramientas más importantes para demostrar la existencia de soluciones de numerosos problemas matemáticos. El teorema garantiza la existencia y unicidad de puntos fijos de ciertas funciones definidas sobre espacios métricos y proporciona un método para encontrarlos. Debe su nombre a Stefan Banach (1892–1945), quien fue el primero en enunciarlo en 1922[cita requerida].
Intuitivamente, el teorema enuncia que toda función que haga que un espacio se contraiga tiene un punto fijo: aquel hacia el que el espacio se contrae cuando se aplica la transformación repetidas veces. Para esto, sin embargo, hace falta que el espacio sea completo. Para ver la necesidad, en {\displaystyle \mathbb {R} \setminus \{0\}}, por ejemplo, que no es completo, podemos contraer hacia el agujero (el 0) por una aplicación como {\displaystyle x\mapsto {\tfrac {x}{2}}} y no tendríamos punto fijo.

## Enunciado
Sea {\displaystyle (X,d)} un espacio métrico completo y {\displaystyle f} una aplicación. Se dice que {\displaystyle f} es contractiva si existe una constante {\displaystyle K} con {\displaystyle 0<K<1} tal que 
{\displaystyle d(f(x),f(y))\leq Kd(x,y)}
para cualesquiera {\displaystyle x,y\in X}. Un punto fijo {\displaystyle z} de {\displaystyle f} es un punto de {\displaystyle X} tal que {\displaystyle f(z)=z}. Entonces el teorema del punto fijo de Banach dice:
| Sea (X,d) un espacio métrico completo y sea f: X → X una aplicación contractiva en X. Entonces existe un único punto fijo de f. Stefan Banach |

Además, el teorema establece que para todo punto {\displaystyle x_{0}} de {\displaystyle X} la sucesión {\displaystyle \{x_{n}=f(x_{n-1})\}_{n=1}^{\infty }} converge a dicho punto fijo.

### Demostración
Existencia del punto fijo: La demostración se sigue de que la sucesión {\displaystyle \{x_{n}\}} así definida es una sucesión de Cauchy por ser la función contractiva:
Para un {\displaystyle \varepsilon >0} fijado, vamos a encontrar {\displaystyle k} suficientemente grande para que si {\displaystyle n,m\geq k} entonces {\displaystyle d(x_{n},x_{m})=d(f^{n}(x),f^{m}(x))\leq \varepsilon }. Podemos suponer que {\displaystyle n\geq m}. Entonces, tenemos que 
{\displaystyle d(f^{n}(x),f^{m}(x)){\overset {\text{Des. triang.}}{\leq }}d(f^{n}(x),f^{n-1}(x))+d(f^{n-1}(x),f^{n-2}(x))+\dots +d(f^{m+1}(x),f^{m}(x)){\overset {\text{Contractiva}}{\leq }}}
{\displaystyle \quad \quad \leq K^{n-1}d(f(x),x)+K^{n-2}d(f(x),x)+\dots +K^{m}d(f(x),x)=K^{m}d(f(x),x)\sum _{i=0}^{n-m-1}K^{i}\leq K^{m}d(f(x),x)\sum _{i=0}^{\infty }K^{i}={\frac {K^{m}}{1-K}}d(f(x),x)}y esta expresión se puede hacer arbitrariamente pequeña para {\displaystyle m} grande.
Como X es completo, esta sucesión converge a un punto {\displaystyle z} de X. Este punto {\displaystyle z} es punto fijo de {\displaystyle f}, pues {\displaystyle z=\lim _{n\rightarrow \infty }x_{n}=\lim _{n\rightarrow \infty }f(x_{n-1}){\overset {(*)}{=}}f(\lim _{n\rightarrow \infty }x_{n-1})=f(z)}. En {\displaystyle (*)} hemos usado que {\displaystyle f} es continua por ser contractiva:
Dado {\displaystyle \varepsilon >0}, si tomamos {\displaystyle \delta ={\tfrac {\varepsilon }{K}}>0}, se satisface que si {\displaystyle d(x,y)\leq \delta }, entonces {\displaystyle d(f(x),f(y))\leq Kd(x,y)\leq K{\tfrac {\varepsilon }{K}}=\varepsilon }. La existencia de este {\displaystyle \delta >0} para cualquier {\displaystyle \varepsilon >0} nos da la continuidad por definición.

Unicidad del punto fijo: Supongamos que {\displaystyle z} y {\displaystyle w} son dos puntos fijos por {\displaystyle f}. Entonces, {\displaystyle d(z,w)=d(f(z),f(w))\leq Kd(z,w)<d(z,w)}, la última desigualdad estricta siempre y cuando {\displaystyle d(z,w)\neq 0}, lo que sería una contradicción, por lo que {\displaystyle d(z,x)=0} y, por definición de distancia, {\displaystyle z=w}. Es decir, los dos supuestos puntos fijos por {\displaystyle f} son en realidad necesariamente el mismo. Por tanto, sólo puede haber uno. {\displaystyle \quad \square }

## Ilustración del teorema

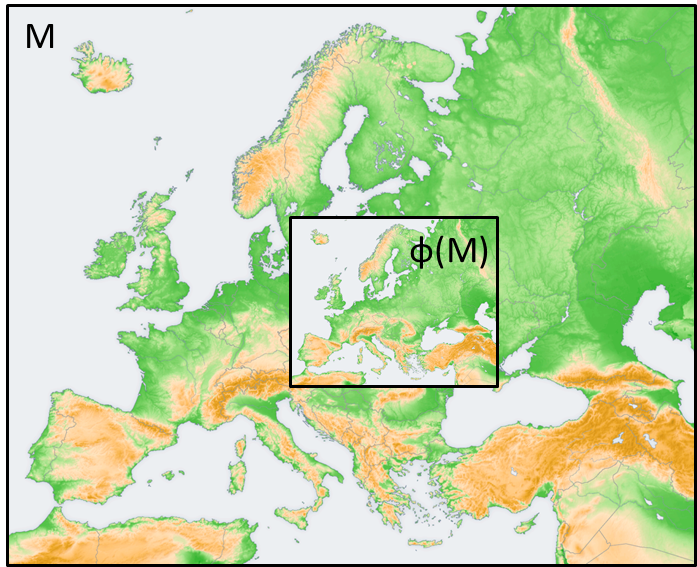
Ilustración del teorema del punto fijo de Banach.

Una manera de visualizar el teorema consiste en utilizar un mapa que represente el entorno en el que se encuentra (puede ser un mapa de Europa colocado en algún punto de Europa, como en la imagen a la derecha). Podemos entender este mapa como una contracción del entorno: a cada punto de la realidad le asignamos el punto que lo representa en el mapa; claramente la distancia entre dos puntos del mapa es siempre menor que la distancia entre los lugares que representan. 
El teorema del punto fijo de Banach afirma entonces que hay un único punto del mapa que se encuentra directamente encima del punto de la realidad que representa. No importa cómo de grande es el mapa; sólo hace falta que sea más pequeño que la realidad que representa (la aplicación debe ser contractiva). Y tampoco importa en qué lugar se coloca el mapa; sólo hace falta que esté dentro de la realidad que representa (la aplicación debe ir del espacio {\displaystyle X} en sí mismo).
En la figura de la derecha, sabemos que hay un punto, y sólo uno, del mapa pequeño (aunque no sepamos cuál concretamente) que está exactamente encima del mismo punto del mapa grande (que representa el mundo real).

## Aplicaciones
Se trata de una herramienta básica en la demostración de la existencia de soluciones de ecuaciones diferenciales (Véase el teorema de Picard-Lindelöf). Otro de los usos de este resultado radica en el análisis de sistemas dinámicos, que tiene numerosas aplicaciones, por ejemplo en el estudio de modelos de población, modelos caóticos, etcétera. También es importante en el estudio de métodos iterativos utilizados en el cálculo numérico, por ejemplo en algunos problemas de ingeniería. Incluso determinados fractales son puntos fijos de ciertas contracciones.